# 기능적 행동 평가
기능적 행동 평가(영어: Functional Behavioral Assessment, FBA)는 학생의 행동에 관한 문제를 해결하기 위한 과정이다.

## 전제
아동의 문제 행동은 어떤 목적(기능)을 가지고 있으며 교사는 문제 행동의 목적을 알아내고 중재를 하기 위해 다양한 방법으로 기능적 행동 평가를 실시한다.

## 의의
문제 행동의 원인으로 파악되는 교육 환경 내의 요인을 알아내고 문제 행동을 긍정적으로 지원할 수 있는 추후 목표 수립과 중재 방법을 계획할 수 있도록 돕는다는 점에서 그 의의가 있다.

## 유형
1차적으로 평정 척도, 면담 질문지, 혹은 직접적 행동 관찰의 방법을 통해 문제행동 진단을 하여 문제행동의 원인 및 강화요인을 알아낸다. 이러한 방법들을 통해 문제행동의 원인이나 강화요인이 확실히 파악되지 않았을 때에는 문제행동에 대한 가설을 설정하고 실험분석의 방법을 이용하여 2차적 진단을 하게 된다.
 ① 면담질문지와 평정척도: "문제행동의 동기 평정척도"는 실험적 기능분석을 대신하여 아동의 자해행동에 대한 기능을 알아내도록 개발된 것인데, 총 16개의 문항 질문에 대한 답을 평정척도로 나타내준다. 여기에서의 점수의 합은 관심, 회피, 구체적 사물, 감각적 자극 중에 어떠한 것이 문제행동을 강화했던 요인인가를 파악할 수 있게 해 준다. "1차 기능평가조사지"는 일차적으로 문제행동의 변인을 알아내는 것으로, 가설설정 단계에서 빈번하게 이용된다. 이 질문지는 22개의 구조화된 질문으로 구성되어 있는데, 문제행동이 가장 많이 발생하는 상황과 가장 적게 발생하는 상황과 더불어, 문제행동에 대해 교사가 어떠한 반응 양상을 보이는지, 학생의 생리적 혹은 신체적 상태 등 학생의 상태를 파악하고, 아동을 둘러싸며 영향을 미치는 환경 내의 여러 요인들을 알아낼 수 있도록 하여 아동의 문제행동에 대해 심도있게 알 수 있도록 개발되었다.

 ② 직접적 행동 관찰 방법: 아동이 있는 환경에 들어가 직접 관찰하는 방법을 통해 아동의 문제행동의 기능을 파악해내기 위해서, 관찰자는 특정 행동이 발생하는 일상적인 환경(예: 아동의 교실, 학교 운동장 등) 내에서 아동의 행동을 명료하게 규정하고 난 후 관찰을 한다. 관찰자가 아동이 있는 환경에 직접 들어가 관찰을 통해 평가를 함으로써 아동의 문제행동과 아동을 둘러싼 주변 환경 내 특정 상황 요인간의 관계를 파악할 수 있으며 문제행동이 발생하는 원인과 행동이 지속적으로 나타나게 하는 요인을 알아낼 수 있다. 직접적 행동 관찰 방법에서 여러 가지 방법들이 개발되었지만, 그 중에서 가장 널리 쓰이고 있는 방법은 "시간분산표집법"과 "A-B-C(선행자극-행동-후속결과)분석"을 언급할 수 있다.
 시간분산표집법은 관찰자가 미리 선정한 일정한 시간구간 내 발생한 특정 행동을 지속적으로 관찰하여 아동의 하루 일과 중 나타난 행동의 규칙적 유형을 알아내고자 할 때 쓰인다. 특정시간대에 특정 행동이 일관성 있게 발생하게 되면 그 시간대에 아동이 하고 있던 어떤 활동(예: 한 아동이 잘 수업을 듣던 중 매일 낮 12시 무렵에 소리를 지르는 등의 문제행동을 보인다. - 아동이 앉은 자리가 햇빛이 너무 강렬하게 들어와 너무 더운 것이 이유였다.) 등을 통해서 아동의 문제행동을 유발하게 된 선행요인을 알아내는 데 효과적으로 쓰일 수가 있다. 하지만 이 방법만으로는 행동과 관련된 직접적 선행조건과 후속결과변인을 알아낼 수 없는 단점이 있다.
 ABC 분석방법은 아동이 많은 시간 생활하고 있는 교실 활동 속에서 일어나는 여러 상황들을 관찰하면서 아동의 문제행동 발생 전과 후에 어떠한 일이 발생하였는지 간단하게 서술하면서 특정 행동을 유발하게 한 선행 및 후속 결과 자극을 파악할 수 있게 한다.
이 방법들 외에 행동 측정을 위해 각각 다섯 가지 방면으로 바라보아, 행동을 지속시간, 비율(혹은 빈도), 반응시간, 크기, 형태 등에 따라 보다 객관적으로 측정을 할 수 있다.
 a. 지속시간 :
아동이 일정한 한 활동에 얼마나 오랜 시간 지속적으로 참여하고 있는지를 나타낸다. 정서 및 행동장애 아동이 특정한 한 활동에 참여하는 시간은 다른 일반아동에 비하여 흔히 너무 길거나 짧은 양상을 볼 수 있다. 예를 들면 대부분의 나이가 어린 아동들은 울화를 가지고는 있지만, 대개 그 울화는 몇 분 동안만 지속되는 것을 볼 수 있다. 이에 비해 아동에 따라 다르지만, 어떤 정서 및 행동장애 아동은 한 번에 한 시간 이상 울화를 터뜨리는 양상을 보일 수도 있다. 이에 반해 지속기간이 너무 짧은 경우를 볼 수도 있는데, 예를 들면 주의집중에 어려움을 가지는 정서 및 행동장애 아동은 한 번에 몇 초밖에 한 과제에 집중할 수 없는 경우도 있다.
 b. 비율(혹은 빈도) :
어떠한 특정 행동이 얼마나 자주 발생하는지에 대해 알 수 있도록 해준다. 모든 아동은 울기도 하고 다른 아동과 싸우기도 하며, 때때로 잘 삐치기도 한다. 그렇지만 이 아이들이 정서적으로 심각한 문제가 있다고 생각하거나 판단되지는 않는다. 정서 및 행동장애 아동과 일반 아동 간에는 이러한 특정 행동의 발생 빈도의 차이에서 볼 수 있다. 예를 들어, 울기 혹은 타인을 때리기와 같은 바람직하지 못하다고 여겨지는 행동을 잦게 한다거나, 또래와 잘 어울려 지내는 사회성 기술 혹은 적응행동을 일반아동들에 비하여 적게 보이는 것을 측정할 수 있도록 한다.
 c. 반응시간 :
아동에게 반응을 보일 기회를 제공하고 난 후, 그 특정 행동이 시작할 때까지 흘러간 시간을 말한다. 어떤 아동의 반응시간은 너무 길 수도 있지만 또다른 아동의 반응시간은 너무 짧을 수도 있다. (예: 아주 작은 일에 화를 크게 내거나 울화를 바로 터뜨려서 적절한 대체 행동을 고려할 시간이 없는 경우가 생길 수도 있다).
 d. 크기 :
행동의 세기나 강도를 뜻한다. 어떤 아동이 반응을 보인 크기가 너무 작다거나(예: 말소리가 너무 작아서 들을 수 없는 상태.) 혹은 행동의 크기가 너무 큰 상황을 뜻한다.(예: 문을 쾅 닫고 들어간 상태.)
 e. 형태 :
행동에 대한 신체적 모양을 나타낸다. 예를 들어 말하자면, 어떤 아동의 행동에서 한결같은 크기와 굵기로 글자를 쓰는 것에 어려움을 보이는 것이 하나의 형태가 된다. 어떤 아동들은 일반 아동들에게서 흔히 볼 수 없는 행동인 방화 혹은 자기학대를 한다. 이러한 형태의 행동들은 아동 자신에게는 물론 타인에게 괴상하게 비춰질 수 있으며 위험을 초래할 수 있다.
행동관찰법은 저항이 심한 아동이나 매우 어린 아동에 유용한 평가 수단이며 어떤 특정한 행동의 지속시간, 빈도, 세기 등을 측정해 기록한 문제행동을 분류하고 제일 먼저 수정해야할 문제행동들을 결정해 보이지 않을 경우 강화를 주는 수단으로도 유용하다.

## 같이 보기
- 행동적 타게팅